# Enrico Syring
Enrico Syring (* 1960 in Göttingen) ist ein deutscher Historiker.

## Leben und Tätigkeit
Syring studierte Geschichte, Geographie, Politikwissenschaften und Pädagogik an den Universitäten Göttingen, Köln und Bonn. Das Erste Staatsexamen bestand er 1985, das Zweite Staatsexamen 1987.
1993 wurde Syring mit einer Arbeit über die Weltanschauung Adolf Hitlers zum Dr. phil. promoviert. Anschließend war er als Historiker an der Universität Gießen tätig.
Bekannt wurde er vor allem als Mitherausgeber einer Reihe von prosopographischen Sammelbänden zur NS-Zeit, in denen er und seine Kollegen Ronald Smelser und Rainer Zitelmann von verschiedenen Autoren beigesteuerte Aufsätze zusammenstellten, die sich jeweils der Biographie einzelner bedeutender Politiker bzw. Funktionsträger der NSDAP und anderer nationalsozialistischer Organisationen (insbesondere der Schutzstaffel) sowie der Wehrmacht und des Staatsapparates der NS-Zeit befassen.
Syring war unter anderem Referent des Veldensteiner Kreises.

## Werke (Auswahl)
Als Autor:
- Hitler. Seine politische Utopie, Berlin/Frankfurt a. M. 1994.
- Das nationalsozialistische Deutschland 1933–1945. Führertum und Gefolgschaft, Bonn 1997.

Als (Mit)-Herausgeber:
- Die braune Elite II. 21 weitere biographische Skizzen, Darmstadt 1993 (zusammen mit Rainer Zitelmann und Ronald Smelser)
- Die Militärelite des Dritten Reiches. 27 biographische Skizzen, Ullstein, Berlin/Frankfurt am Main 1995 (zusammen mit Ronald Smelser)
- Die SS. Elite unter dem Totenkopf. 30 Lebensläufe, Paderborn 2000 (zusammen mit Ronald Smelser)